# Siège de Boukhara
Invasion mongole de l'Empire khwarezmien
Le siège de Boukhara a eu lieu en février 1220, lors de l'invasion mongole de l'Empire khwarazmien. Gengis Khan, souverain et fondateur de l'Empire mongol, lance un assaut sur plusieurs fronts contre l'Empire khwarezmien dirigé par le Chah Ala ad-Din Muhammad II. Alors que le Chah prévoyait de défendre ses principales villes l'une après l'autre, voyant la campagne à venir comme une longue série de sièges, les Mongols assiègent la ville frontalière d'Otrar et s'enfoncent en profondeur dans le Khwarezm avant même la fin du siège.
La ville de Boukhara est alors un important centre commercial et culturel de l'Empire khwarezmien, mais elle est située loin de la frontière avec l'empire mongol, et le Chah a donc alloué moins de 20 000 soldats a sa défense. Une force mongole, estimée entre 30 000 et 50 000 hommes et commandée par Gengis lui-même, traverse le désert du Kyzylkoum, qui est alors considéré comme infranchissable par de grandes armées. Les défenseurs de Boukhara sont pris par surprise et, après une sortie ratée, la ville basse se rend en trois jours, le 10 février. Les loyalistes khwarezmien continuent de défendre la citadelle pendant moins de deux semaines, avant qu'elle ne soit prise.
Les Mongols tuent tous les habitants de la citadelle et réduisent en esclavage la majeure partie de la population de la ville. Les artisans qualifiés sont forcé de travailler pour l'Empire Mongol et les autres hommes adultes sont enrôlés de force dans l'armée. Bien que Boukhara soit détruite par le feu, les dégâts sont relativement limités par rapport à d'autres villes. En peu de temps, la ville redevient un centre de commerce et d'apprentissage, et elle profite grandement de la Pax Mongolica.

## Situation avant le conflit
A la veille de l'invasion mongole, Yaqout al-Rumi décrit Boukhara comme étant «l'une des plus grandes villes d'Asie centrale». Avec une population de près de 300 000 habitants et une bibliothèque de 45 000 ouvrages, la ville rivalise avec Bagdad en tant que centre d'apprentissage et culturel. La mosquée Po i Kalon, construite en 1121, est alors l'une des plus grandes du monde et abrite le minaret Kalon.
En 1220, Boukhara est une grande place commerciale, son marché aux esclaves étant un centre majeur de la traite des esclaves en Asie centrale depuis des siècles.
La ville est gardée par l'Ark de Boukhara, une forteresse bâtie au cinquième siècle qui sert de citadelle. Les terres agricoles qui entourent la ville sont irriguées grâce à l'eau de la rivière Zeravchan.
Au cours du douzième siècle, la ville est sous la domination des Qarakhanides, qui contrôlent plusieurs des villes les plus riches de la région, telles que Samarcande, Tachkent et Ferghana. S'ils sont théoriquement des vassaux des Kara-Khitans, les Qarakhanides sont autorisés à opérer de manière autonome, en raison de l'importance de la population et du territoire qu'ils contrôlent. En 1215, ils sont soumis par les Khwarezmiens, des anciens vassaux des Kara-Khitans, qui étendent leur territoire à partir de Gurganj, en profitant du vide politique laissé par l'effondrement de l'empire seldjoukide,. En 1218, l'Empire khwarezmien est dirigé par le Khwarezmchah Ala ad-Din Muhammad. Ce dernier est le sultan de Hamadan, d'Iran et du Khorasan, et, profitant de la situation politique locale, il a établi sa domination sur les Ghorides et les Eldiguzides, d'autres vassaux des Khitans. Cette montée en puissance de la dynastie khwarezmienne est facilité par la perte de puissance des Khitans, déstabilisé par l'arrivée de réfugiés fuyant la mongolie pour échapper à Gengis Khan, qui commence à établir son hégémonie sur les tribus mongoles, et surtout l'usurpation du pouvoir par Kütchlüg, le fils du dernier khan des Naïmans, qui devient le Gur Khan des Kara-Khitans en 1213
Après la défaite de leur ennemi commun, Kütchlüg, les relations entre les Mongols et les Khwarezmides sont d'abord cordiale, mais le Chah se met rapidement à craindre la puissance militaire et l’appétit de conquête des Mongols. Le chroniqueur Mohammed en Nesawi attribue ce changement d’attitude à une escarmouche entre les troupes mongoles et celle des Khwarezmides, survenu en 1209 ou 1219, sur les rives de la rivière Irghiz. Le Chah, qui commande personnellement ses troupes ce jour-là, aurait été effrayé par vitesse et la mobilité des Mongols. En 1218, le Shah autorise Inalchuq, le gouverneur d'Otrar, a arrêter une caravane commerciale mongole, puis à exécuter les marchands et saisir ses marchandises. Cherchant une solution diplomatique, Gengis Khan envois trois émissaires à Gurganj, la capitale du Chah, mais Muhammad les humilie, exécutant publiquement l'un d'entre eux. Outré, le Khan abandonne provisoirement les opérations militaires qu'il mène contre la dynastie chinoise des Jin et chevauche vers l'ouest en 1219 avec la majeure partie de son armée, ne laissant derrière lui qu'une force réduite sous le commandement de Muqali.

### Début du conflit
Les différentes estimations des effectifs de l'armée d'invasion mongole totale sont contradictoires. Les chiffres les plus élevés sont avancés par des historiens musulmans classiques tels que Minhaj-i Siraj Juzjani et Rashid al-Din,. Des chercheurs contemporains ont avancé des estimations moindres. Ainsi, pour Morris Rossabi, les effectifs de l'armée mongole ne peuvent pas dépasser 200 000 soldats; tandis que John Masson Smith donne une estimation d'environ 130 000 hommes. Enfin, Carl Sverdrup avance le chiffre de 75 000 hommes, soit l’estimation la plus faible, en prenant comme hypothèse que les effectifs des tumens, la plus grande unité militaire mongole, ont souvent été surestimée.
Les armées mongoles entrent dans le Khwarezm par vagues. Tout d'abord, une avant-garde dirigée par Djötchi, le fils aîné de Gengis, et le général Djebé franchit les cols du Tian Shan et commence à dévaster les villes de l'est de la vallée de Ferghana. Djaghataï et Ögedeï, deux frères de Djötchi, marchent ensuite sur Otrar et l'assiègent. Enfin, Gengis arrive avec Tolui, son fils cadet, et divise la force d'invasion en quatre armées: 
- Djaghataï et Ögedeï restent assiéger Otrar,
- Djötchi se dirige vers le nord-ouest en direction de Gurganj, la capitale de l'Empire khwarezmien.
- Un petit détachement a pour mission de prendre Khodjent
- Gengis prend la direction de l'Ouest avec Tolui et environ la moitié de l'armée, soit entre 30 000 et 50 000 hommes[19]

Campagnes de Gengis Khan entre 1207 et 1225

En face de lui, Gengis trouve un Khwarezmchah confronté à de nombreux problèmes. Son empire est aussi vaste que récent, avec une administration encore en développement.Terken Khatoun, la mère du Chah, exerce encore un pouvoir considérable dans le royaume; au point que l'historien Peter Golden a qualifié la relation entre Muhammad et sa mère de « diarchie malaisée ». Ce rapport de force permanent joue souvent en défaveur du Chah. Ce dernier se méfie de la plupart de ses commandants, la seule exception étant son fils aîné et héritier Jalal ad-Din, dont les compétences militaires ont été déterminantes lors de l'escarmouche de la rivière Irghiz mentionnée précédemment. Si le Khwarezmchah avait cherché à combattre ouvertement les Mongols, comme le souhaitent nombre de ses commandants, il aurait été dépassé par l'armée mongole, tant par sa taille que par ses compétences. Le Chah décide donc de répartir ses forces entre différentes garnisons, situées dans les villes les plus importantes de l'empire. Étant donné qu'elle est éloignée du théâtre présumé de la guerre, Boukhara reçoit relativement peu de troupes. Comme pour l'armée mongole, la taille et la composition des forces du Chah font également l'objet de débats. Le chroniqueur Juvaini affirme que 50 000 hommes ont été envoyés a Otrar et qu'il y en a au moins 20 000 à Boukhara. Selon Sverdrup, il y a entre 2 000 et 5 000 hommes à Boukhara. Comprenant la stratégie du Chah, Gengis contourne la forteresse de Samarcande et traverse le désert de Kyzyl Kum, un périple d'environ 500 km, pour atteindre Boukhara le 7 février 1220, ce alors que les contemporains considèrent que ce désert est infranchissable par de grandes armées. Des historiens modernes tels que H. Desmond Martin et Timothy May voient en cette manœuvre un coup de maître tactique,.

## Siège
Le Chah est pris au dépourvu. Il avait prévu que Gengis attaquerait d'abord Samarkande; où son armée de campagne, renforcée par la garnison stationnée à Boukhara, se rendrait pour lever le siège. La marche du Khan à travers le Kyzyl Kum laisse l'armée de campagne du Khwarezm impuissante, incapable d'engager le combat avec l'ennemi ou d'aider son peuple. Selon Juvaini, la garnison de Boukhara est commandée par un homme nommé Gür-Khan; tandis que Vassili Barthold, un historien du début du 20ème siècle, suggère qu'il s'agissait peut-être de Jamukha, un vieil ami de gengis devenu son ennemi. Les historiens contemporains considèrent cette hypothèse comme peu probable, car Jamukha aurait été exécuté en 1206.
L'action militaire majeure du siège a lieu le deuxième ou le troisième jour, lorsque les troupes du sultan, qui comptent entre 2 000 et 20 000 hommes, s'élancent en dehors des murs d la cité. Selon Juvaini, elles sont anéanties par les Mongols sur les rives de la rivière :

« Lorsque ces troupes atteignirent les rives de l'Oxus, les patrouilles et les avant-gardes de l'armée mongole tombèrent sur elles et ne laissèrent aucune trace ... Le lendemain, à la lumière du soleil, la plaine semblait être un plateau rempli de sang.(extrait du Tarikh-i Jahangushay par Ata-Malik Juvaini) »

L'historien Paul Buell note que cette sortie, menée uniquement par les troupes auxiliaires du sultan et non par la garnison de la ville, pourrait n'avoir été qu'une tentative de fuite. Il attribue leur volonté de partir au fait que Boukhara est une conquête très récente de l'Empire khwarezmien, la cité ayant été prise aux Qarakhanides moins d'une décennie auparavant. Le 10 février, la ville se rend. La seule résistance vient désormais d'un petit groupe de loyalistes retranchés dans la citadelle. Cette citadelle a beau être solidement bâtie et bien défendue, elle ne resiste pas bien longtemps aux assauts des Mongols. Le Khan ayant fait venir de Chine des experts en guerre de siège ; une brèche dans la muraille est ouverte au bout de dix jours à l'aide d'armes incendiaires et d'armes à poudre, et la citadelle tombe le douzième jour,.

## Conséquences
Après être entré dans la ville, Gengis Khan aurait prononcé un discours à la Mosquée du vendredi de la ville:

« Ô peuple, sachez que vous avez commis de grands péchés, et que les grands parmi vous ont commis ces péchés. Si vous me demandez quelle preuve j'ai de ces paroles, je vous répondrai que c'est parce que je suis le châtiment de Dieu. Si vous n'aviez pas commis de grands péchés, Dieu n'aurait pas envoyé sur vous un châtiment tel que moi.(extrait du Tarikh-i Jahangushay par Ata-Malik Juvaini) »

Même si la résistance des défenseurs de la citadelle est faible et de courte durée, elle s’avère préjudiciable au reste de Boukhara; car, afin de débusquer d'autres éventuels résistants, les Mongols mettent le feu à la ville. Comme la plupart des bâtiments de la cité sont en bois, le feu devient rapidement incontrôlable, réduisant la majeure partie de Boukhara en cendres, y compris la célèbre bibliothèque. La plupart des structures en pierre ayant survécu à l'incendie sot rasées par les Mongols, y compris la mosquée Po-i-Kalyan, seul le minaret de Kalyan restant debout.
Même si tous les habitants de la citadelle sont massacrés, la population n'est pas entièrement exterminée, contrairement à d'autres villes telles que Merv et Ourguentch. Au contraire, les habitants sont expulsés et déportés. La plupart des femmes sont violées et prises comme concubines, les artisans de la ville sont envoyés dans des ateliers ou ils doivent fabriquer des armes pour les troupes mongoles, et tous les hommes restants en âge de se battre sont enrôlés de force dans l'armée de l'Empire Mongol,. Ces conscrits sont utilisés comme boucliers humains lors des sièges de Samarcande et de Ourguentch, qui ont lieu respectivement en 1220 et 1221. Le Chah Ala ad-Din Muhammad meurt dans le dénuement sur une île de la mer Caspienne, tandis que les Mongols assiègent et prennent systématiquement toutes les grandes villes de son empire. Son fils Jalal ad-Din oppose un résistance farouche aux envahisseurs, mais il est finalement vaincu lors de la bataille de l'Indus, en novembre 1221.

### Héritage
Bien que dévastateur à court terme, le siège n'entraine pas la destruction définitive de la ville, qui redevient un des principaux carrefours commerciaux de l'Asie en deux décénnie. Des éléments proto-bureaucratiques sont rapidement mis en place sous les auspices du Darugachi Yelü Ahai. Un grand nombre des institutions qui sont mises en place par la suite sont inspirées des Kara-Khitans, que Buell a qualifié de « prototype de l'Empire mongol ». Les écrits produits par une délégation taoïste qui se rend dans la région en 1221 révèlent que Samarkande et Boukhara commencent à être repeuplées par des colons chinois et khitan; mais que la région est encore instable. Ainsi, à la même époque, le chef d'un groupe de bandits khwarezmiens réussit à assassiner un daruyachi boukharien à la même époque. Les villes de l'ancien Empire khwarezmien deviennent par la suite les principales sources de revenus d'Ögedeï, et les villes clés du Khanat de Djaghataï. Un peu plus d'un siècle plus tard, Boukhara et Samarkande deviennent des éléments essentiels de l'empire de Tamerlan. Elle retrouve également son importance religieuse, devenant le centre sipirituel soufiste le plus important d'Asie centrale et le sanctuaire situé autour du mausolée de Sayf al-Dîn Bâkharzî l'une des propriétés les plus somptueuse de la région.